# 8975 Atthis
8975 Atthis è un asteroide della fascia principale. Scoperto nel 1973, presenta un'orbita caratterizzata da un semiasse maggiore pari a 2,4101658 UA e da un'eccentricità di 0,1279114, inclinata di 2,84217° rispetto all'eclittica.